# L'occhio del gatto (romanzo)
L'occhio del gatto è un romanzo scritto da Alberto Bevilacqua e pubblicato nel 1968. Nello stesso anno, il libro ha vinto il Premio Strega.

## Trama
Marcello torna a Roma dopo un viaggio in un paese asiatico sconvolto dalla guerra. Il suo lavoro consiste nel fare riprese, dalle quali poi ricavare reportages. Sceso dall'aereo e ritornato al proprio alloggio, l'uomo deve riaffrontare la realtà del suo quotidiano: separato dalla moglie e dai figli, senza veri amici, con esperienze extraconiugali di poco conto, sente dolorosamente la differenza tra la devastazione che ha lasciato e le vicende alle quali ritorna. In apparenza, il solo punto fermo nella vita di Marcello è un grosso gatto maschio che gli viene riportato da una sua domestica; la donna gli tiene il gatto durante le assenze all'estero.
La moglie di Marcello, Giulia Conforti, convive con un uomo assai facoltoso e vuole lo scioglimento del matrimonio alla Sacra Rota. Marcello decide quindi di affrontare la situazione a modo suo e ritiene di fare le cose ironicamente, immagina di architettare una beffa ai danni della consorte. Così si produce in azioni ingiustificabili, come rubare capolavori artistici custoditi e dimenticati nelle soffitte della suocera, produrre danni a oggetti e anche a persone nella casa del convivente di Giulia. Egli incanala il suo odio fino al punto di guidare una banda di ladri nelle soffitte, nel dare fuoco a una casetta al mare che potrebbe invece ristrutturare e vendere, nel farsi beffe dei funzionari della Sacra Rota, attribuendosi crimini inverosimili.
Il convivente di Giulia arriva al punto di ospitare Marcello stabilmente in un padiglione del parco della sua villa. Sembra che tale promiscuità sia dovuta a un piano della coppia per ottenere da Marcello la collaborazione all'annullamento matrimoniale, cosa che egli intende dare al massimo prezzo. Si stabilisce tra i tre una complicità nella quale Marcello ha molti spazi di manovra per seminare azioni odiose, aizzare il gatto contro tutti, ignorare i figli, come ci si aspetta da lui. E, nel passare del tempo, il delirio di Marcello diventa così totale da non distinguere le verità dalle produzioni della sua mente alterata.
Però ogni cosa ha una fine e anche l'annullamento arriva e con esso, la necessità di lasciare la casa non sua. Allora Marcello, che ha sempre tenuto con sé il gatto, fino ad imporlo alla coppia nelle domeniche al mare, si libera dell'animale, testimone e complice delle sue imprese, lasciandolo in prossimità di una casa isolata. E chiude quella che ha ritenuto una beffa ai danni altrui, affermando che ora neppure lui ha più ragione di essere.

## Edizioni
In lingua italiana:
- Alberto Bevilacqua, L'occhio del gatto, Rizzoli, Milano 1968
- Alberto Bevilacqua, L'occhio del gatto, (in: I grandi premi letterari italiani : I premi Strega), Club degli Editori, Milano 1970
- Alberto Bevilacqua, L'occhio del gatto, prefazione di Giuliano Gramigna, Club degli editori, Milano 1975

In altre lingue:
- (ES)  Alberto Bevilacqua, El ojo del gato, Emecé Editores, Buenos Aires 1971, ©1969.
- (DE)  Alberto Bevilacqua, Das Auge der Katze, trad. di Herbert Schlüter, Blanvalet-Verl., Berlin 1970.
- (FR)  Alberto Bevilacqua, Sous le regard du chat, trad. di Louis Mezeray, Denoel, Paris 1973